# Group Sounds
Group Sounds（或 Group Sound）是日本1960年代後半期以結他為主、由數人組成的搖滾樂隊種類，簡稱 GS。自1966年披頭四到日本公演以後，一邊唱演唱一邊親自演奏電吉他等樂器的樂隊在日本不斷冒起，以年輕讀者為主的藝能雜誌《週刊明星》把這些樂隊和音樂通稱為「Group Sounds」或「Group Sound」，及後被廣泛使用。
1960年代末期，GS的熱潮急速減退，踏入新搖滾音樂年代，部份GS樂隊也開始解散，而The Spiders、The Tigers和The Tempters解散後，部份成員於1971年組成日本首個超級組合「PYG」。
現在，一般提及的Group Sounds都是指1960年代後半期活躍於咖啡店的流行曲樂隊和搖滾樂隊。
另外，樂隊以和製英語命名都是GS的特色。

## 著名樂隊
（粗體字標記為隊長）
| 樂隊名稱                                                                     | 譯名                       | 出道年份 | 隊員 |
| ザ・スパイダース （田辺昭知とザ・スパイダース）                              | The Spiders（蜘蛛樂隊）    | 1961     | 田邊昭知、加藤充、かまやつひろし、大野克夫、井上堯之（井上孝之）、堺正章、井上順（井上順之）、前田富雄                                             |
| ザ・タイガース                                                               | The Tigers（老虎樂隊）     | 1967     | 澤田研二、岸部一德（岸部修三）、加橋勝美、森本太郎、岸部四郎、瞳實（已離隊）                                                                       |
| ザ・ワイルドワンズ （ザ・ワイルド・ワンズ、 加瀬邦彦とザ・ワイルドワンズ等） | The Wild Ones              | 1966     | 加瀬邦彥、鳥塚繁樹、島英二、植田芳曉、渡邊茂樹（已離隊）                                                                                           |
| ザ・テンプターズ                                                             | The Tempters（誘惑者樂隊） | 1967     | 松崎由治、萩原健一、田中俊夫（已故）、高久昇、大口廣司（已故）                                                                                     |
| ジャッキー吉川とブルーコメッツ （ジャッキー吉川とブルー・コメッツ）          | Jackey吉川與Blue Comets    | 1957     | ジャッキー吉川、小田啓義、高橋健二、三原綱木、井上大輔（井上忠夫，已故）等                                                                         |
| ザ・ゴールデン・カップス                                                     | The Golden Cups            | 1966     | デイヴ平尾（已故）、エディ藩、ケネス伊東（已故）、ルイズルイス加部、マモル・マヌー、ミッキー吉野、林恵文、アイ高野（已故）、柳ジョージ、ジョン山崎 |
| ヴィレッジシンガーズ （ヴィレッジ・シンガーズ）                              | Village Singers            | 1966     | 小松久、清水道夫、小池哲夫、林ゆたか、笹井一臣 |
| オックス                                                                     | OX                         | 1968     | 福井利男、岩田裕二、岡田志郎、真木ひでと（野口ヒデト）、赤松愛、夏夕介（田浦幸）                                                                   |
| ザ・カーナビーツ                                                             | Carnabeats                 | 1967     | アイ高野（已故）、臼井啓吉、越川ひろし、岡忠夫、喜多村次郎、ポール岡田                                                                             |
| ザ・ジャガーズ                                                               | The Jaguars                | 1967     | 宮ユキオ、岡本信（已故）、沖津ひさゆき、宮崎こういち、佐藤安治、森田巳木夫、浜野たけし、橋アキラ、牧ツトム、石井芳夫                               |

## 其他樂隊
| 樂隊名稱                                              | 譯名                   | 出道年份                    | 備註 |
| パープルシャドウズ （パープル・シャドウズ）           | Purple Shadows         | 1968                        |      |
| ザ・モップス （モップス）                             | The Mops               | 1966                        |      |
| ザ・フィンガーズ                                      | The Fingers            | 1962                        |      |
| ザ・ジェット・ブラザーズ                              | The Jet Brothers       | 1968                        |      |
| ザ・マミーズ                                          | The Mammys             | 1968                        |      |
| ズー・ニー・ヴー                                      | Zoo Nee Voo            | 1968                        |      |
| ザ・スウィング・ウエスト （ザ・スィング・ウェスト等） | Swing West             | 1957                        |      |
| 寺内タケシとブルージーンズ （寺内タケシとバニーズ）   | 寺内タケシ與Blue Jeans | 1962 (第一期) 1969 (第二期) |      |